# Wolke Hegenbarth

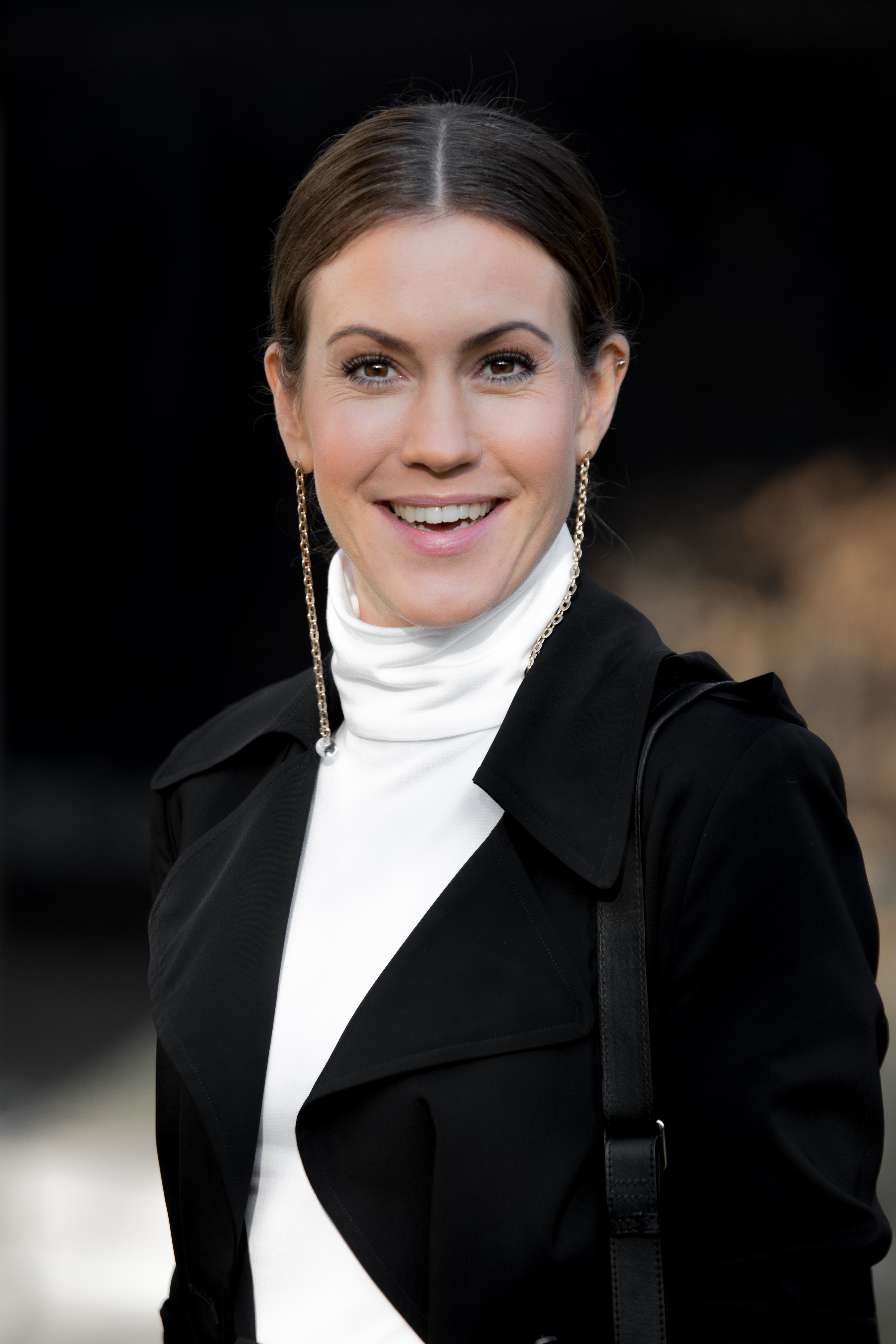
Wolke Hegenbarth auf einem Empfang während der Berlinale 2018

Wolke Alma Hegenbarth (* 6. Mai 1980 in Meerbusch) ist eine deutsche Schauspielerin. Ihren Durchbruch hatte sie als Schülerin Alexandra „Alex“ Degenhardt, Hauptakteurin der RTL-Comedyserie Mein Leben & Ich. Seitdem wirkte sie in mehr als 50 Film- und Fernsehproduktionen mit.

## Leben

### Frühe Jahre und Ausbildung
Wolke Hegenbarth wuchs in Meerbusch-Osterath auf. „Wolke“ ist kein Künstlername. Nach Einwänden des Standesamtes erstritt ihr Vater vor Gericht das Recht, seine Tochter so zu nennen. Bereits mit vier Jahren begann sie, Ballettunterricht zu nehmen. Bei einem Casting in der Theater-AG wurde sie 1995 für eine Rolle in der RTL-Serie Die Camper entdeckt, was ihre ersten Schauspielerfahrungen begründete. 1999 bestand sie ihr Abitur am Humboldt-Gymnasium Köln.
Hegenbarth ist verwandt mit dem Comiczeichner Hannes Hegen (eigentlich Johannes Hegenbarth) und mit den Malern und Grafikern Emanuel und Josef Hegenbarth.

### Film und Fernsehen

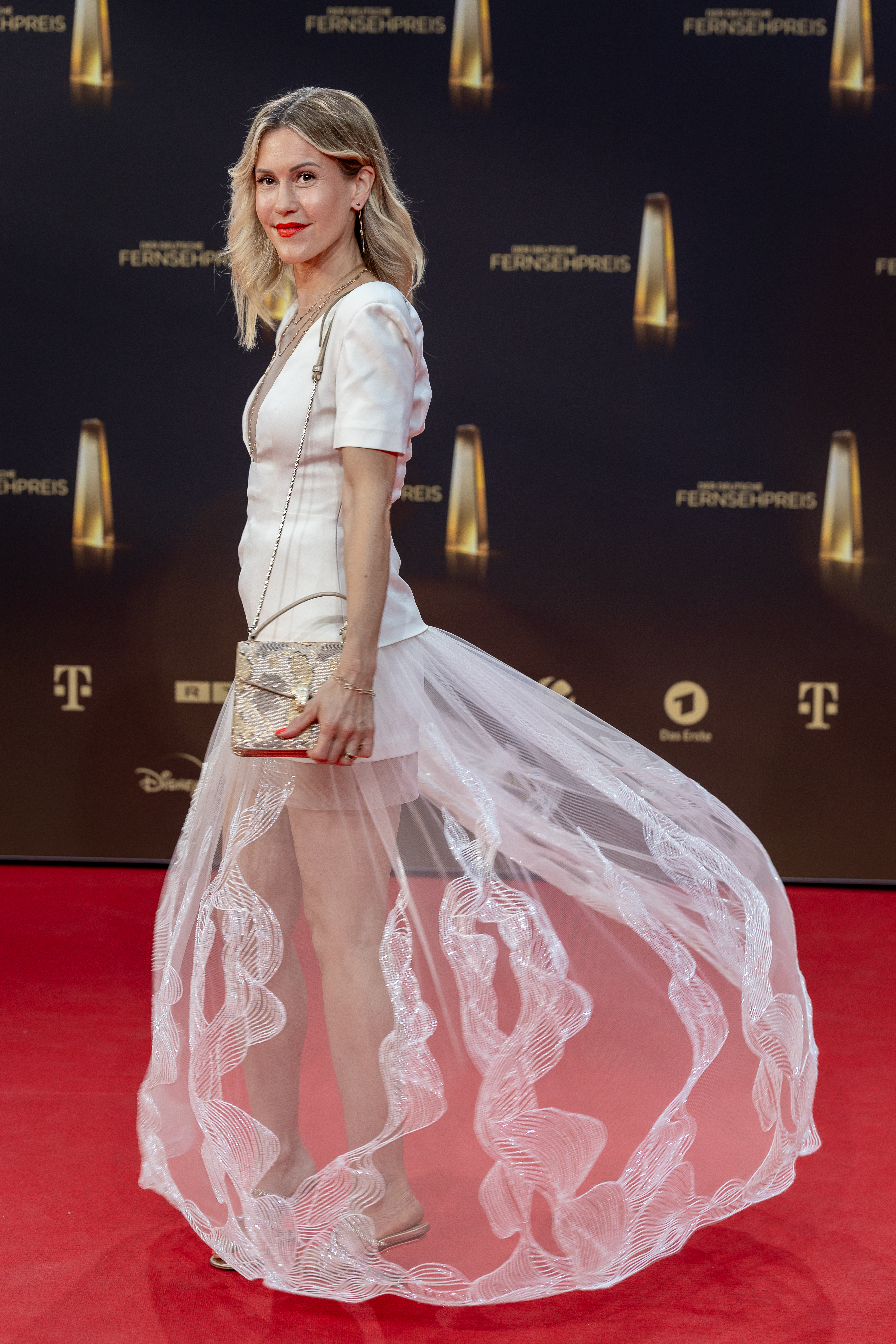
Wolke Hegenbarth, 2023

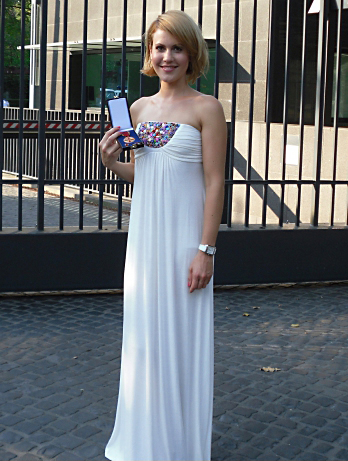
Wolke Hegenbarth mit der Medaille des Verdienstordens der Bundesrepublik Deutschland im Jahr 2011

Nachdem Hegenbarth in 13 Folgen der RTL-Serie Die Camper die Rolle der Nicole Wüpper gespielt hatte, war sie 1998 in der Hauptrolle als 15-jährige Katja in dem Jugendfilm Freundinnen & andere Monster zu sehen. Stefan Lukschy besetzte sie 1999 an der Seite von Suzanne von Borsody in der Romanverfilmung Ich liebe meine Familie, ehrlich. Der Durchbruch gelang ihr als Schülerin Alexandra „Alex“ Degenhardt in der RTL-Comedyserie Mein Leben & Ich, die von 2001 bis 2009 ausgestrahlt wurde. Von 2012 bis 2017 übernahm sie die Titelrolle als Polizeisekretärin Klara Degen in der ARD-Vorabendkrimiserie Alles Klara, die bis 2013 unter der Dachmarke Heiter bis tödlich gesendet wurde. Im Februar 2018 gab sie ihren Ausstieg aus der Serie bekannt. Die ARD wollte die Serie unter diesem Umstand nicht fortsetzen. Seit 2019 spielt Hegenbarth an der Seite von Leo Reisinger die Hauptrolle der Gynäkologin Dr. Luise Fuchs in der ARD-Fernsehfilmreihe Toni, männlich, Hebamme.
Hegenbarth nahm auch an unterschiedlichen Fernsehformaten teil, so etwa 2006 an der ersten Staffel der RTL-Tanzshow Let’s Dance. Mit ihrem Tanzpartner, dem ehemaligen Profitänzer Oliver Seefeldt, erreichte sie den zweiten Platz. Am 30. Juni 2007 gewann Hegenbarth zusammen mit dem ehemaligen Profitänzer Allan Frank den Vorentscheid des Eurovision Dance Contest mit 49 Prozent aller Stimmen. Da Frank aufgrund seiner Ausbildung zum Langstreckenpiloten zeitlich eingeschränkt war, trat Hegenbarth beim Eurovision Dance Contest wiederum mit Seefeldt an und erreichte den achten Platz. Am 18. Oktober 2008 nahm sie am TV total Turmspringen teil und landete im Synchronspringen mit ihrem Schauspielkollegen Steffen Groth auf Platz 1. Im Januar 2022 nahm sie als „Maus“ verkleidet an der ProSieben-Show The Masked Dancer teil und belegte den vierten Platz.
2004 moderierte sie die COMET-Verleihung und am 18. Januar 2008 den dritten Dresdner Opernball.
Im Sommer 2023 veröffentlichte Hegenbarth zusammen mit der Marke mara mea eine eigens entworfene Taschenkollektion. Seit dem Jahr 2023 arbeitet sie zusätzlich als Moderatorin und Speakerin für verschiedene Events und Firmen. Hegenbarth betreibt einen Instagram-Account mit mehr als 200.000 Followern.

### Auszeichnungen
2004 wurde Hegenbarth mit dem Deutschen Comedypreis in der Kategorie Beste Schauspielerin in einer Comedy-Serie ausgezeichnet, 2005 und 2006 war sie erneut in dieser Kategorie nominiert. Es folgten mehrere Nominierungen für den Deutschen Fernsehpreis.
2011 erhielt Hegenbarth die Auszeichnung „best for bike“ als fahrradfreundliche Persönlichkeit des Jahres. Im selben Jahr wurde sie zudem für ihr soziales Engagement mit der Verdienstmedaille des Verdienstordens der Bundesrepublik Deutschland ausgezeichnet. Außerdem war sie für die Goldene Henne in der Kategorie „Leserpreis Schauspiel 2011“ nominiert. Im Jahr 2015 wurde sie mit dem Audi Generation Award ausgezeichnet.

### Soziales Engagement
Wolke Hegenbarth engagiert sich für die Hilfsorganisation Mercy Ships. Von 2013 bis 2019 half sie für mehrere Wochen auf dem Krankenhausschiff Africa Mercy ehrenamtlich aus. 2024 war sie erneut für einige Wochen auf dem Schiff. Hegenbarth unterstützt außerdem das Kinderhilfswerk Plan International und die Hilfsorganisation World Vision durch zwei eigene Kinderpatenschaften und mit der Aktion „Trotz AIDS“. Zudem gilt ihre Unterstützung auch Ein Herz für Kinder.

### Privates
Wolke Hegenbarth war von 2001 bis 2012 mit dem Südafrikaner Justin Bryan verheiratet. 2015 lernte sie den Marketing-Experten Oliver Vaid kennen, den sie 2025 heiratete. Bereits 2019 wurde sie Mutter. Sie lebt in Berlin-Friedrichshain.

## Filmografie

### Spielfilme
- 1997: Freundinnen & andere Monster
- 1998: Ich liebe meine Familie, ehrlich
- 1998: OA jagt Oberärztin
- 2003: Die Schönste aus Bitterfeld, Regie: Matthias Tiefenbacher
- 2004: Crazy Race 2 – Warum die Mauer wirklich fiel
- 2004: Playa del Futuro
- 2005: Tote Hose – Kann nicht, gibt’s nicht
- 2005: Ein Hund, zwei Koffer und die ganz große Liebe
- 2007: Der Prinz von nebenan
- 2008: Liebesticket nach Hause
- 2008: Ich steig’ Dir aufs Dach, Liebling
- 2009: Im Brautkleid durch Afrika
- 2011: Indisch für Anfänger
- 2013: Sex and Zaziki – Landliebe
- 2019: Ein Sommer in der Toskana

### Fernsehserien- und reihen
- 1997: Die Camper (13 Episoden)
- 1998: Schlosshotel Orth, Episode Neue Aufgaben
- 1999: Die Anrheiner (drei Episoden)
- 2000: Drehkreuz Airport, Episode Quarantäne
- 2001: Polizeiruf 110 – Seestück mit Mädchen
- 2001: Polizeiruf 110 – Die Frau des Fleischers
- 2001–2009: Mein Leben & Ich (74 Episoden)
- 2002: Der Alte, Episode Mord auf Bestellung
- 2002: Polizeiruf 110 – Memory
- 2002: SOKO Köln, Episode Oliver W. – Tod eines Schülers
- 2003: SOKO 5113, Episode Eine feine Gesellschaft
- 2004: Tramitz and Friends, Episode Hausdurchsuchung
- 2006: Die ProSieben Märchenstunde, Episode Der gestiefelte Kater
- 2010–2011: Notruf Hafenkante (neun Episoden)
- 2010: Alarm für Cobra 11 (Pilotfolge zur Staffel 15)
- 2011: Sesamstraße präsentiert: Eine Möhre für zwei (26 Episoden)
- 2012–2017: Alles Klara[11] (48 Episoden)
- 2012: Es kommt noch dicker[12] (sieben Episoden)
- 2014: Boomerang Märchenstunde
- 2018: SOKO Stuttgart, Episode Ein Alibi zu viel
- 2019–2024: Toni, männlich, Hebamme (Fernsehreihe)
  - 2019: Allein unter Frauen
  - 2019: Daddy Blues
  - 2020: Sündenbock
  - 2020: Eine runde Sache
  - 2021: Nestflucht
  - 2021: Gestohlene Träume
  - 2023: Eine Klasse für sich
  - 2023: Mächtig schwanger
  - 2024: Baby im Korb
  - 2024: Das Glück der Anderen
- 2021: Kanzlei Berger Episode "Mutterliebe"
- 2023: Kroymann (Satiresendung, Kroymann und das liebe Geld)

### Theater
- 2002: Wenn es Herbst wird, Theaterstück von René Heinersdorff, Theater an der Kö

### Sonstiges
- 2004: VIVA Comet 2004 (Moderation, RTL, VIVA, VIVA Plus)
- 2008: Dresdner Opernball (Moderation, ARD)
- 2010: Die Schöne und der Hai (Dokumentation, Arte)
- 2017: Das ist mein Jamaica (Dokumentation, n-tv)
- 2019: Das ist mein Costa Rica (Dokumentation, n-tv)